# Мірзаєв Тішабай
Тішабай Мірзаєв (1894, кишлак Ярбаші, тепер Андижанської області, Узбекистан — 1950, тепер Андижанська область, Узбекистан) — радянський узбецький державний діяч, голова Ферганського облвиконкому, голова бавовницького колгоспу імені Дзержинського Андижанського району Андижанської області. Депутат Верховної ради Узбецької РСР 1-го скликання. Депутат Верховної ради СРСР 1—3-го скликань.

## Життєпис
З дитячих років наймитував у заможних баїв. З 1921 року працював на залізничній станції в Андижані.
З листопада 1930 року брав активну участь в організації колгоспу «Янгі-Комуна» в кишлаку Ярбаші, працював кетменщиком у колгоспі.
З 1932 року — член правління і голова ради урожайності колгоспу імені Ікрамова (з 1937 року — імені Дзержинського) Андижанського району.
Обирався народним засідателем Верховного суду СРСР.
У березні 1938—1942 роках — голова Організаційного бюро ЦВК Узбецької РСР по Ферганській області, голова виконавчого комітету Ферганської обласної ради депутатів трудящих Узбецької РСР.
Одночасно, з березня 1939 року — начальник будівництва каналу Ляган у Фергані; начальник будівництва Великого Ферганського каналу імені Сталіна.
Член ВКП(б) з 1939 року.
У 1942—1944 роках — голова виконавчого комітету Алтин-Кульської районної ради депутатів трудящих Андижанської області.
У 1944—1950 роках — голова правління бавовницького колгоспу імені Дзержинського Ярбашинської сільської ради Андижанського району Андижанської області.
Помер у 1950 році.

## Нагороди
- два ордени Леніна (25.12.1935, 16.01.1950)
- три ордени Трудового Червоного Прапора (23.12.1939, 25.12.1944, 1947)
- орден «Знак Пошани» (1946)
- медаль «За трудову доблесть»
- Велика золота медаль Всесоюзної сільськогосподарської виставки